# Ted Daniel
Ted Daniel (nacido el 4 de junio de 1943) es un trompetista y compositor de jazz estadounidense. 

## Biografía
Estudió trompeta en la escuela primaria y comenzó su carrera profesional tocando en conciertos locales con su amigo de la infancia, el legendario guitarrista Sonny Sharrock. Daniel asistió brevemente a la Escuela de Música Berklee y a la Universidad del Sur de Illinois, antes de unirse al ejército. En 1966, Daniel fue reclutado en el ejército y sirvió en las Bandas de la 9ª y 25ª División de Infantería en el delta del Mekong de Vietnam durante la Guerra de Vietnam.  Después de su baja del ejército en 1968, Daniel asistió a Central State College, Ohio, con una beca completa de música, donde conoció y estudió con el Dr. Makanda Ken McIntyre. Después de un año, Daniel regresó a la ciudad de Nueva York y finalmente recibió una licenciatura en música en teoría y composición del City College de Nueva York. Daniel había comenzado su carrera discográfica mientras estudiaba en Ohio. Regresó brevemente a Nueva York para grabar el primer álbum de Sonny Sharrock, Black Woman . Su segunda grabación fue con una banda que codirigió (Brute Force) con su hermano, Richard Daniel. La grabación se tituló Brute Force en el sello Embryo, producida por Herbie Mann. Desde entonces, Daniel ha participado en más de 30 grabaciones publicadas con artistas como: Archie Shepp, Dewey Redman, Andrew Cyrille, Sam Rivers, Billy Bang y Henry Threadgill.
Ha impartido talleres en Amherst College, Bennington College, Williams College y la Universidad de Hosei en Tokio, Japón. También ha dirigido un seminario en Madrid, España, además de trabajar en su comunidad realizando talleres de música de verano para estudiantes de secundaria y universitarios. Daniel ha producido tres álbumes bajo su propio nombre: The Ted Daniel Sextet en Ujamaa Records, Tapestry en Sun Records e In The Beginning en Altura Recordings. Esta grabación presenta un conjunto de doce integrantes que incluye artistas como Oliver Lake, Arthur Blythe, Charles Tyler y David Murray. Con el tiempo, este conjunto evolucionó hasta convertirse en un grupo más grande llamado "Energía".
Recibió una beca de composición de la NEA y recibió el premio "Talento que merece un reconocimiento más amplio" de la revista Downbeat. Actualmente, escribe y actúa con su nuevo grupo, International Brass and Membrane Corporation (IBMC). Este trío fue concebido como un grupo de interpretación musical creativa, flexible y ampliable, que utiliza instrumentos de las familias de instrumentos de metal y membrana. También ha realizado varias grabaciones con la banda "The Phibes" de Charles Compo. El 20 de mayo de 2008, Porter Records reeditó el álbum Tapestry de Ted Daniel, con un bonus track de la presentación original de 1974 grabada en Ornette Coleman 's Artist House. Daniel también ha formado un dúo con Michael Marcus al clarinete en Sib y Daniel a la trompeta y metales variados. Su primer lanzamiento, homónimo, Duology en Boxholder Records, recibió excelentes críticas. El segundo CD de Duology en Soul Note Records, titulado Golfen Atoms, fue lanzado en junio de 2008. En mayo de 2009, Ujamaa Records lanzó el CD de Ted Daniel Trio The Loft Years), volumen uno.

## Discografía

### Como líder
- 1970: Ted Daniel Sextet con Warren Benbow (Ujamaa Records released 1972
- 1974: Tapestry con Khan Jamal, Jerome Cooper, Richard Daniel Released on Sun Records 1974 Released on Porter Records 2008
- 1975: In the Beginning con Arthur Blythe, Oliver Lake, David Murray, Charles Tyler, Richard Dunbar, Steve Reid, Ahmed Abdullah, (Altura Records released 1997
- 1975: Ted Daniel Trio con Richard Pierce, Tatsuya Nakamura (Ujamaa Records  released 2009
- 2006: Duology con Michael Marcus, clarinet  (Boxholder Records released 2007
- 1981: Ted Daniel Solo Ted Daniel Ujamaa Records  released 2013
- 1975: Innerconnection con Danny Carter, Oliver Lake (NoBusiness Records released 2014
- 2008: Golden Atoms Duology con Michael Marcus, (Soul Note Records released 2008
- 2012: Duology con Andrew Cyrille y Michael Marcus (Jazzwerkstatt Records released 2012

### Como acompañante
Con Sonny Sharrock
- Black Woman (Embryo, 1968

Con Archie Shepp
- Things Have Got to Change (Impulse!, 1971)

Con Dewey Redman
- The Ear of the Behearer (Impulse!, 1973)
- Coincide (Impulse!, 1974)

Con Sam Rivers
- Crystals (Impulse!, 1974)

Con Henry Threadgill
- Rag, Bush and All (RCA Novus, 1989)
- Song Out of My Trees (Black Saint, 1994)

Con Andrew Cyrille
- Celebration (IPS, 1976)
- Junction con Lisle Atkinson, David Ware (IPS, 1976)
- Metamusicians' Stomp (Black Saint, 1978)
- Special People (Soul Note, 1980)
- The Navigator (Soul Note, 1982)

Con Tatsuya Nakamura
- Jazz Fellows con Joe Bowie, Hideaki Mochizuki
- Song of Pat con Oliver Lake, Richard Davis (Trio, 1976)

Con Billy Bang
- Vietnam: The Aftermath con John Hicks, Michael Carvin, Frank Lowe (Justin Time, 2001)
- Vietnam: Reflections con James Spaulding, Henry Threadgill, Butch Morris, Curtis Lundy (Just In Time, 2005)